# Im Čong-suk
Im Čong-suk (* 1. dubna 1974) je bývalá korejská zápasnice-judistka.

## Sportovní kariéra
Od svých 19 let patřila do širšího výběru jihokorejské ženské reprezentace. V roce 1998 se prosadila v nově definová střední vahové kategorii do 70 kg a na Asijských hrách v Bankoku získala zlatou medaili. Do olympijské sezony 2000 šla do nižší polostřední váhové kategorie kvůli návratu korejské sportovní hvězdy Čo Min-son a na olympijské hry v Sydney se nekvalifikovala. Sportovní kariéru ukončila po roce 2002.

## Výsledky
| Turnaj            | 1998       | 1999       | 2000        | 2001        |
| Turnaj            | 24         | 25         | 26          | 27          |
| Turnaj            | střední v. | střední v. | polostřední | polostřední |
| ----------------- | ---------- | ---------- | ----------- | ----------- |
| Olympijské hry    |            |            | —           |             |
| Mistrovství světa |            | úč.        |             | —           |
| Asijské hry       | 1.         |            |             |             |
| Mistrovství Asie  |            | —          | —           | 3.          |